# اینکک دودراء
اینکک دودراء، روستایی از توابع بخش رودشت شهرستان لردگان در استان چهارمحال و بختیاری ایران است. این روستا از توابع شهر سردشت دهستان دودراء است تا قبل از سال 1385 شمسی سکونت دایم داشته ولی از این سال به بعد فقط عشایر نشین شده و عشایر که در دودراء هستند فصل بهار را به آنجا می‌روند این روستا راه ماشین رو ندارد چون که از طرف لردگان کوهستانی است و از طرف بویراحمد هم رود خانه خرسان وجود دارد و روستایی بکر و دست نخورده است این روستا متعلق به فامیل خالدی طایفه حسن رحیمی است که اصالتا بختیاری اند این طایفه الان اکثراً در شهر لردگان زندگی میکنند.
طایفه حسن رحیمی از باب بهداروند هفتلنگ بختیاری است.
این طایفه قبل از اینکه به روستای اینکک مهاجرت کنند ساکن شهر لردگان «لردجان» بودند و یکی از اولین ساکنان شهر لردگان هستند . ولی بخاطر این که شهر لردگان زیاد مورد حمله دزدان و غارت گران قرار می‌گرفت و حفاظت گاهی نداشت آنان به طرف کوهستانی شهرستان پناه بردند و روستا را از ساکنینش «قلندری ها» خریدند.

## جمعیت
این روستا در دهستان سردشت قرار دارد و براساس سرشماری مرکز آمار ایران در سال ۱۳۸۵، جمعیت آن زیر سه خانوار بوده‌است. 
روستا در حال حاضر فاقد سکنه دائم است
ولی چندین خانوار از طایفه حسن رحیمی در ماه های مختلف سال برای چرای گوسفندان به آنجا کوچ میکنند.